# Ninpū Sentai Hurricaneger
Gao Rangers Aba Rangers
Ninpū Sentai Hurricaneger (忍風戦隊ハリケンジャー, Ninpū Sentai Harikenjā, littéralement Hurricaneger, l'escadron du vent furtif) est une série télévisée japonaise du genre sentai en 51 épisodes de 25 minutes produite en 2002.

## Synopsis
À l'Académie de la voie ninja du vent, trois élèves sont très enthousiastes. Leur maître leur suggère de s'entrainer rigoureusement. Lorsque les autres élèves ont accompli leur cérémonie de passage de grade, le groupe ninja spatial Jakanja débarque sur Terre et les tuent. Le maître de l'Académie se transforme alors en hamster pour pouvoir échapper au carnage. C'est alors que les trois élèves découvrent une base secrète. Là, leur maître leur assigne la tâche de lutter contre le groupe ninja spatial Jakanja et leur remet l'instrument qui leur permet d'agir en tant que Hurricanegers.

## Personnages

### Hurricanegers
- Yôsuke Shiina (椎名 鷹介, Shiina Yōsuke?) / Hurricane Red (ハリケンレッド, Hariken Reddo?) : Après s'être transformé, il dit : « Le vent hurle, le ciel se déchaîne. Ninja du Ciel, Hurricane Red ! » (「風が哭き、空が怒る。空忍ハリケンレッド！」, « Kaze ga naki, sora ga ikaru. Soranin Hariken Reddo! »?) Au moment d'achever un ennemi, il lui dit : « Dis, au revoir ! » (「せい、バイバイ！」, « Sei, baibai! »?)
  - Armes : Dry Gun (ドライガン, Dorai Gan?)
  - Attaques : Hayate Way Sword Technique Gale Slash (疾風流剣技・疾風斬, Hayate Ryū Kengi Shipūzan?), Super Ninpo Thunder Blast Slash (超忍法・雷撃斬, Chō Ninpō Raigekizan?), Kabuto Thunder Blast (カブト雷撃破, Kabuto Raigekiha?), Hayate Way Sword Technique Single Stroke (疾風流剣技・一刀両断, Hayate Ryū Kengi Ittōryōdan?)
- Nanami Nono (野乃 七海, Nono Nanami?) / Hurricane Blue (ハリケンブルー, Hariken Burū?) : Après s'être transformé, elle dit : « L'eau saute, les vagues dansent. Ninja de l'Eau, Hurricane Blue ! » (「水が舞い、波が踊る。水忍ハリケンブルー！」, « Mizu ga mai, nami ga odoru. Mizunin Hariken Burū! »?)
  - Armes : Sonic Megaphone (ソニックメガホン, Sonikku Megahon?)
  - Attaques : Hayate Way Sword Technique Torrent Slash (疾風流剣技・激流斬, Hayate Ryū Kengi Gekiryūzan?)
- Kôta Bitô (尾藤 吼太, Bitō Kōta?) / Hurricane Yellow (ハリケンイエロー, Hariken Ierō?) : Après s'être transformé, il dit : « Le sol tremble, les fleurs chantent. Ninja de la Terre, Hurricane Yellow ! » (「大地が震え、花が歌う。陸忍ハリケンイエロー！」, « Daichi ga furue, hana ga utau. Okanin Hariken Ierō! »?)
  - Armes : Quake Hammer (クエイクハンマー, Kueiku Hanmā?)
  - Attaques : Hayate Way Sword Technique Land Slash (疾風流剣技・大地斬, Hayate Ryū Kengi Daichizan?), Super Ninpo Mine Blast (超忍法・地雷撃, Chō Ninpō Jiraigeki?), Super Ninpo Turbulence Slash (超忍法・乱れ斬り, Chō Ninpō Midaregiri?)

L'appel nominal se conclut par « Inconnus des gens, inconnus du monde, nous combattons le mal dans l'ombre. » (「人も知らず、世も知らず、影となりて悪を討つ。」, « Hito mo shirazu, yo mo shirazu, kage to narite aku o utsu. ») suivi de « Ninpū Sentai Hurricanegers ! » (「忍風戦隊ハリケンジャー！」, « Ninpū Sentai Harikenjā! ») auquel Hurricane Red ajoute « A, ~ppa~ rais ! » (「あ、参〜上〜！」, « A, san~jō~ ! »).

### Gôraigers
- Ikkô Kasumi (霞 一甲, Kasumi Ikkō?) / Kabuto Raiger (カブトライジャー, Kabuto Raijā?) : Après s'être transformé, il dit : « L'éclair cramoisi… Ninja perçant, Kabuto Raiger ! » (「影に向かえて影を斬る・・・角忍カブトライジャー！」, « Kage ni mukaete, kage o kiru… Tsunonin Kabuto Raijā! »?)
  - Armes : Horn Breaker (ホーンブレイカー, Hōn Bureikā?) : Arme personnelle de Kabuto Raiger.
  - Attaques :

- Isshû Kasumi (霞 一鍬, Kasumi Isshū?) / Kuwaga Raiger (クワガライジャー, Kuwaga Raijā?) Après s'être transformé, il dit : « L'éclair bleu marine ! Ninja mordant, Kuwaga Raiger ! » (「光に向かえて光を斬る。牙忍クワガライジャー！」, « Hikari ni mukaete, hikari o kiru. Kibanin Kuwaga Raijā! »?) L'appel nominal se conclut par suivi « Nés dans les ténèbres, nous évoluons dans les ténèbres ! Nés dans la lumière, nous évoluons vers la lumière ! » (「！」, « , ! »?) de « À la vitesse de la lumière ! Gôraigers ! » (「電光石火！ゴウライジャー！」, « Denkōsekka! Gōraijā! »?) suivi de « En avant ! » (「見参！」, « Kenzan! »?)
  - Armes : Stag Breaker (スタッグブレイカー, Sutaggu Bureikā?) : Arme personnelle de Kuwaga Raiger.
  - Attaques :

### Shurikenger
- Asuka Kagura (楽羅 明日香, Kagura Asuka?) / Shurikenger (シュリケンジャー, Shurikenjā?) (épisodes 21-49)

Après s'être transformé, il dit : « I am Ninja of Ninja! La boule de feu verte. Ninja céleste, Shurikenger ! » (「アイ・アム・ニンジャ・オブ・ニンジャ！緑の光弾。天空忍者シュリケンジャー！」, « Ai amu Ninja obu Ninja! Midori no Kōdan. Tenkū Ninja Shurikenjā! »)
Il peut se transformer en Shurikenger Fire Mode en retirant sa veste lestée et en retournant sa visière suvi d'un cri de Shurikenger qui dit :  Daigyakuten face change! (大逆転 フェイス チェンジ!  , Grand retournement changement de face en français). Au début, il se transforme en disant que "le sceau de la colère est levé", suggérant que, comme pour Ninjaman de Kakuranger, sa transformation est déclenchée par la colère. Il sera néanmoins prouvé par la suite qu'il peut se transformer à volonté. Cette transformation lui offre une plus grande vitesse.
- Armes : Shuriken Zubat (シュリケンズバット, Shuriken Zubatto?)
- Attaques :

### Soutien
- Mugensai Hinata (日向 無限斎, Hinata Mugensai?) : Le maître de l'Académie de la voie ninja du vent.
- Oboro Hinata (日向 おぼろ, Hinata Oboro?) : La fille de Mugensai.
- Princesse Laîna (ライーナ姫, Raīna Hime?) (Shushutto the Movie) :
- Knuckle (ナックル, Nakkuru?) (Shushutto the Movie) :
- Yûsaku Ramon (羅門 勇作, Ramon Yūsaku?) (épisode 28) :
- Kagura (Lady Gozen) (覚羅（御前様）, Kagura (Gozen-sama)?) (épisodes 39-48) :
- Questionneur (査問官, Samonkan?) (10 Years After) :
- Gao Rangers (ガオレンジャー, Gaorenjā?) :
- Aba Rangers (アバレンジャー, Abarenjā?) :

### Groupe ninja spatial Jakanja
Le groupe ninja spatial Jakanja (宇宙忍群ジャカンジャ, Uchūningun Jakanja) .
- Chef Tau Zanto (首領タウ・ザント, Shuryō Tau Zanto?) (épisodes 1-50) : Le chef du clan
- Sept Lances des Ténèbres (暗黒七本槍, Ankuro Nanahon Yari?) (épisodes 1-50) : Les généraux de Tau Zanto sont tous des Jonins (上忍, Jōnin?). L'équipe est constituée de :
  - Première Lance, Furabîjo (壱の槍・フラビージョ, Ichi no Yari Furabījo?) (épisodes 1-50, Abaranger vs. Hurricaneger, Boukenger vs. Super Sentai, 10 Years After)
  - Deuxième Lance, Tuesubo (弐の槍・チュウズーボ, Ni no Yari Chūzūbo?) (épisodes 1-19, Hurricaneger vs. Gaoranger) :
  - Troisième Lance, Monmaruba (参の槍・マンマルバ, San no Yari Manmaruba?) (épisodes 1-19)
  - Quatrième Lance, Wendînu (四の槍・ウェンディーヌ, Yon no Yari Wendīnu?) (épisodes 1-50, Abaranger vs. Hurricaneger) :
  - Cinquième Lance, Sargain (五の槍・サーガイン, Go no Yari Sāgain?) (épisodes 1-43) :
  - Sixième Lance, Satarkura (六の槍・サタラクラ?, Roku no Yari Satarakura) (épisodes 20-49) :
  - Septième Lance, Sandâl (七の槍・サンダール, Nana no Yari Sandāru?) (épisodes 39-50) :

Chacune des Sept Lances portent un nom basé sur la prononciation japonaise des noms anglais des jours de la semaine :
- Sandâl (サンダール, Sandāru?) = Sunday (サンデー, Sandē?)
- Monmaruba (マンマルバ, Manmaruba?) = Monday (マンデイ, Mandei?)
- Tuesubo (チュウズーボ, Chūzūbo?) = Tuesday (チューズデイ, Chūzudei?)
- Wendînu (ウェンディーヌ, Wendīnu?) = Wednesday (ウェンズデイ, Uenzudei?)
- Sargain (サーガイン, Sāgain?) = Thursday (サーズデイ, Sāzudei?)
- Furabîjo (フラビージョ, Furabījo?) = Friday (フライデイ, Furaidei?)
- Satarkura (サタラクラ, Satarakura?) = Saturday (サタデイ, Satadei?)

Les Genin Magerappa (下忍マゲラッパ, Genin Magerappa) sont les fantassins du clan.

## Arsenal
- Hurricane Gyro (ハリケンジャイロ, Hariken Jairo?) : Transformateur des Hurricanegers. Ils revêtent leurs armures par la commande « Ninpû, Shinobi Change ! » (「忍風・シノビチェンジ！」, « Ninpū Shinobi Chenji! »?)
- Gôrai Changer (ゴウライチェンジャー, Gōrai Chenjā?)?) : Transformateur des Gôraigers. Ils revêtent leurs armures par la commande « Jinrai Shinobi Change ! » (「迅雷・シノビチェンジ！」, « Jinrai Shinobi Chenji! »?)
- Spin Transform Shuriken Ball (回転変身シュリケンボール, Kaiten Henshin Shuriken Bōru?) : Transformateur de Shurikenger. Il revêt son armure par la commande « Tenkû, Shinobi Change! » (「天空・シノビチェンジ！」, « Tenkū Shinobi Chenji! »?)
- Épée ninja portable Hayatemaru (携帯忍刀ハヤテ丸, Keitai Nintō Hayatemaru?) : Épée standard des Hurricanegers.
- Triple Connection Triple Gadget (三重連トリプルガジェット, Sanjūren Toripuru Gajetto?) : Assemblage des armes individuelles des Huricanegers. Trois modes différents sont possibles :
  - Dry Gadget (ドライガジェット, Dorai Gajetto?)
  - Sonic Gadget (ソニックガジェット, Sonikku Gajetto?)
  - Quake Gadget (クエイクガジェット, Kueiku Gajetto?)

### Équipement
- Hurricane Wingers (ハリケンウインガー, Hariken Uingā?) : Deltaplanes des Hurricanegers. 
  - Red Winger (レッドウインガー, Reddo Uingā?) : Deltaplane de Hurricane Red.
  - Blue Winger (ブルーウインガー, Burū Uingā?) : Deltaplane de Hurricane Blue.
  - Yellow Winger (イエローウインガー, Ierō Uingā?) : Deltaplane de Hurricane Yellow.

### Véhicules
- Bari Thunders (バリサンダー, Barisandā?) : Les motos des Gôraigers :
  - Bari Thunder Kabuto Type (バリサンダー・カブトタイプ, Barisandā Kabuto Taipu?) : La moto de Kabuto Raiger.
  - Bari Thunder Kuwaga Type (バリサンダー・クワガタイプ, Barisandā Kuwaga Taipu?) : La moto de Kuwaga Raiger.

## Mechas
- Géant mécanique céleste Senpûzin (絡繰巨漢天空旋風神, Karakuri Kyokan Tenkū Senpūjin?) : Formé à parir des trois Shinobi Machines :
  - Hurricane Hawk (ハリケンホーク, Hariken Hōku?) : Piloté par Hurricane Red.
  - Hurricane Dolphin (ハリケンドルフィン, Hariken Dorufin?) : Piloté par Hurricane Blue.
  - Hurricane Leon (ハリケンレオン, Hariken Reon?) : piloté par Hurricane Yellow.

L'assemblage a lieu à partir de la commande « Fusion ninpû ! » (「忍風合体！」, « Ninpū Gattai! »). Il est armé de l'épée Slasher (スラッシャーソード, Surasshā Sōdo).  Au moment de porter le coup de grâce, les Hurricanegers disent : « Taillade fantôme clonée ! » (「分身幻斬り！」, « Bunshin Maboroshi Giri! »)
- Géant mécanique céleste Gôraizin (絡繰巨漢天空轟雷神, Karakuri Kyokan Tenkū Gōraijin?) : Formé à partir des deux Shinobi Machines suivantes :
  - Gôrai Beetle (ゴウライビートル, Gōrai Bītoru?) : Piloté par Kabuto Raiger.
  - Gôrai Stag (ゴウライスタッグ, Gōrai Sutaggu?) : Piloté par Kugawa Raiger.

L'assemblage a lieu à partir de la commande « Fusion coup de tonnerre ! » (「迅雷合体！」, « Ikazuchi Gattai! »). 
- Géant mécanique Tenkûzin (絡繰巨漢天空神, Karakuri Kyokan Tenkūjin?) : Mecha de Shurikenger.

L'assemblage a lieu à partir de la commande « Transformation planante ! » (「飛翔変形！」, « Hishō Henkei! »).
- Géant karakuri Tenrai Senpûzin (絡繰巨漢天雷旋風神, Karakuri Kyokan Tenrai Senpūjin?) : Formé à partir du Senpûzin, du Gôraizin, du Tenkûzin et de Tri-Condor.

L'assemblage a lieu à partir de la commande « Transcendance galactique ! Fusion tri-divine ! » (「銀河超越！三神合体！」, « Ginga Chōetsu! Sanjin Gattai! »).
- Géant mécanique céleste Gôrai Senpûzin (絡繰巨漢旋轟雷旋風神, Karakuri Kyokan Gōrai Senpūjin?) : Formé à partir du Senpûzin et du Gôraizin.

L'assemblage a lieu à partir de la commande « Fusion ! » (「流派超越風雷合体！」, « Ryūhachōetsu Fūrai Gattai! »).

## Épisodes
1. Vent et Ninjas (風とニンジャ, Kaze to Ninja?)
2. Géant et Karakuri (巨人とカラクリ, Kyojin to Karakuri?)
3. 60 Seconds and An Impostor (ニセモノと60秒, Nisemono to Rokujūbyō?)
4. Tunnel and Siblings (トンネルと兄妹, Tonneru to Kyōdai?)
5. The Chief and the Bath (館長とお風呂, Kanchō to Ofuro?)
6. Scissors and Kunoichi (ハサミとくノ一, Hasami to Kunoichi?)
7. Tonnerre et Ninjas (雷とニンジャ, Ikazuchi to Ninja?)
8. Ouragan et Tonnerre (疾風（はやて）と迅雷（いかづち）, Hayate to Ikazuchi?)
9. Thunder Brothers and the Hourglass (雷兄弟と砂時計, Ikazuchi Kyōdai to Sunadokei?)
10. The Thunder God and the Destroyed Valley (雷神と滅びの谷, Raijin to Horobiru no Tani?)
11. Dream Feast and Starting Anew (夢喰いと再出発, Yumekui to Saishuppatsu?)
12. Steel Frame and Father & Daughter (テッコツと父娘（おやこ）, Tekkotsu to Oyako?)
13. Moustache and Engagement Ring (ヒゲと婚約指輪, Hige to Nin'yakuyubiwa?)
14. Crybaby and Candy (泣き虫とあめ玉, Nakimushi to Amedama?)
15. Giant Waterbug and Contest (タガメと争奪戦, Tagame to Sōdatsusen?)
16. Mist and Prediction Device (霧と予言装置, Kiri to Kanegoto Sōchi?)
17. Darkness and the Island of Death-Bouts (暗闇と死闘の島, Kurayami to Shitō no Shima?)
18. Father and Brotherly Bonds (父と兄弟の絆, Chichi to Kyōdai no Kizuna?)
19. The Big Box and the Wind-Thunder Giant (大箱と風雷巨人, Dai Hako to Fūrai Kyojin?)
20. Punch and Rival (パンチと好敵手（ライバル）, Panchi to Raibaru?)
21. Masks and Riddles (仮面とナゾナゾ, Kamen to Nazonazo?)
22. Wings and Ninja (翼とニンジャ, Tsubasa to Ninja?)
23. Cologne and the Great Detective (コロンと名探偵, Koron to Meitantei?)
24. Taiko and Lightning (タイコと稲妻, Taiko to Inazuma?)
25. Phantoms and a Schoolgirl (オバケと女学生, Obake to Jogakusei?)
26. Bow & Arrow and Sea Bathing (弓矢と海水浴, Yumiya to Kaisuiyoku?)
27. Kushiyaki and Zero Gravity (串焼きと無重力, Kushiyaki to Mujūryoku?)
28. Hurrier and Counterattack (ハリアーと逆襲, Hariā to Gyakushū?)
29. Lingering Summer Heat and Stamp (残暑とスタンプ, Zansho to Sutanpu?)
30. Idol and Friendship (アイドルと友情, Aidoru to Yūjō?)
31. Meteors and Three Wolves (流星と三匹の狼, Ryūsei to Sanbiki no Ōkami?)
32. The Grim Reaper and the Final Secret (死神と最終奥義, Shinigami to Saishū Okugi?)
33. Mammoth and Six Ninjas (マンモスと６人, Manmosu to Rokunin?)
34. Mushrooms and 100 Points (キノコと１００点, Kinoko to Hyakuten?)
35. Sparkle and Shamisen (キラリと三味線, Kirari to Shamisen?)
36. Ring and Revenge (リングと復讐, Ringu to Fukushū?)
37. The Third Lance and the Great Escape (三の槍と大脱出, Sannoyari to Dai Dasshutsu?)
38. Demon Sword and Ballons (魔剣とふうせん, Maken to Fūsen?)
39. The Seventh Lance and the Mysterious Stone (七の槍と謎の石, Shichinoyari to Nazo no Ishi?)
40. Decoy and Ninja Law (オトリと忍の掟, Otori to Nin no Oite?)
41. Medal and Comedian (メダルと漫才, Medaru to Manzai?)
42. Armor and the Raging Arrow (鎧と怒りの矢, Yoroi to Ikari no Ya?)
43. Super Fusion and Big Clash (超合体と大激突, Chō Gattai to Dai Gekitotsu?)
44. Your Majesty and the Misfortune Fan Beast (御前様と凶扇獣, Omae-sama to Kyō Ōgijū?)
45. Refuge and Spring Cleaning (隠れ家と大掃除, Kakurega to Ōsōji?)
46. New Year's Meal and Three Giants (おせちと三巨人, Osechi to San Kyojin?)
47. Seal and Space Unification (封印と宇宙統一, Fūin to Uchū Tōitsu?)
48. Trap and Eternal Life (罠と永遠の命, Wana to Eien no Inochi?)
49. Mission and the Heavenly Ninja (使命と天空忍者, Shimei to Tenkū Ninja?)
50. Darkness and a New World (暗黒と新世界, Ankoku to Shin Sekai?)
51. Vent, Eau, and Terre (風と水と大地, Kaze to Mizu to Daichi?)

### Autres
Film
- Ninpuu Sentai Hurricaneger Shushutto The Movie

Exclusivité Vidéo :
- Ninpuu Sentai Hurricaneger VS. Gaoranger
- Ninpuu Sentai Hurricaneger 10 YEARS AFTER

## Distribution

### Les héros

#### Les Hurricanegers
- Shun Shioya : Yōsuke Shīna/Hurricane Red
- Nao Nagasawa : Nanami Nono/Hurricane Blue
- Kōhei Yamamoto : Kōta Bitō/Hurricane Yellow

#### Les Gôraigers
- Yūjiro Shirakawa : Ikkō Kasumi/Kabuto Raiger
- Nobuo Kyō : Isshu Kasumi/Kuwagata Raiger

#### Autre
- Taiki Matsuno : Shurikenger

### Soutien
- Ken Nashida : Maitre Mugensai Hinata
- Shoko Takada : Oboro Hinata
- Hitomi Miwa : Kakura/Lady Gozen
- Les Gao Rangers
- Les Aba Rangers

### Le Groupe ninja spatial Jakanja
- Ken Nashida : Tau Zento
- Les sept Lances des Ténèbres
- Fake Rangers
- Genin Magerappa

### Narration
- Hironori Miyata : Narrateur

## Autour de la série
- Hurricaneger est un mot-valise entre hurricane et ranger.
- Les animaux-totems des Hurricanegers sont les mêmes que dans Liveman (aigle, lion et dauphin).
- Hurricaneger est la troisième série Super sentai à débuter avec trois membres depuis Sun Vulcan et Liveman.
- Le Shurikenger est aussi appelé « l'homme aux 20 visages » (「男」, « otoko »?), car il peut prendre plusieurs formes humaines. (Pour les rôles du Shurikenger sous ces formes, d'anciens acteurs de Super sentai sont revenus : 
  - Kenji Ōba (Battle Kenya dans Battle Fever J et Denzi Blue dans Denziman)
  - Toshiya Fuji (Five Red dans Fiveman)
  - Tatsuya Nomi (Shishi Ranger dans Dai Rangers)
  - Masaru Shishido (Oh-Red dans Oh-Rangers)
  - Yuji Kishi (Red Racer dans Car Rangers)
  - Yoshihiro Masujima (Blue Racer dans Car Rangers)
  - Hayato oshiba (Mega Red dans Mega Rangers)
  - Masaya Matsukaze (Mega Blue dans Mega Rangers)
  - Ryuichiro Nishioka (Gô Red dans Gôgô Five)
  - Shuhei Izumi (Time Yellow dans Time Rangers).
- Hurricanegers est la troisième saison, après Maskman et Zyu Rangers, dont le thème a été trouvé grâce à la popularité d'un film ou d'une série au Japon. Nous retrouverons ce cas dans Deka Rangers, Magi Rangers et Gokaigers. Le thème de Hurricanegers s'inspire de Naruto, bien que le thème des ninjas ait déjà été abordé dans Kaku Rangers.